# Mitja cobla
La mitja cobla és una formació de música tradicional formada per dos sonadors que toquen tres instruments: un intèrpret toca la cornamusa (anomenada també sac de gemecs, nom més habitual actualment) i l'altre toca alhora el flabiol i el tamborí. Aquesta formació elemental, que es mantingué de forma estable al llarg de molts segles a Catalunya, es coneix a Mallorca amb el nom de colla de xeremiers. A Mallorca és on aquesta formació ha perdurat amb més vitalitat en la música tradicional.
És una formació de carrer molt completa i eficient, ja que amb tan sols dues persones s'aconsegueix una forta presència, que engloba melodia, percussió i embolcall harmònic. El grall —el tub melòdic de la cornamusa— i el flabiol fan exactament la mateixa melodia, tocant completament a l'uníson. Els bordons de la cornamusa, amb el seu so continu característic, proporcionen un coixí harmònic. I el tamborí, que el flabiolaire percudeix amb una única baqueta, marca el ritme imprescindible en peces ballables.

## Història
Sobre el conjunt que avui s'anomena mitja cobla hi ha moltes incògnites i algunes certeses. Se sap que la popularització del terme com a nom del conjunt de {flauta/tambor + cornamusa} prové, com moltes altres coses, de Joan Amades. S’ha dit nombroses vegades que el mot només s’havia esmentat en un document i, per tant, era un unicum; tanmateix, hi ha algunes notícies anteriors —i molt— que desmunten, en part aquesta teoria. El terme mitja cobla, en tot cas, sembla haver estat usat per denominar la meitat d’una cobla entera: el que no és clar és que la cobla entera fossin els quatre instruments que Amades pressuposa a la seva cobla de tres quartans. Cal apuntar que la cornamusa apareix en parella en gairebé totes les representacions, sempre amb la presència propera del flabiol i tamborino.
La primera notícia del conjunt {flauta/tambor + cornamusa} és del segle xiv, a la baixa edat mitjana a Tàrrega i a banda de diversa iconografia, com ara les mènsules de Poblet o la catedral de Tarragona la següent notícia que es documenta al nostre país és el 1593 a Sant Benet de Bages, on queda clar que els joglars anaven amb {flauta/tambor + cornamusa}. De la mateixa manera a mitjan segle xvii se sobreentén que el flabiol i tamborino amb cornamusa formen part de la cobla de ministrers, per tant, tot el buit documental entre el segle xiv i el segle xvi queda resolt. A mitjan segle xvii, però, la mitja cobla comença a quedar arraconada de la producció musical i queda reclosa al ritual, així mateix ho descriu el Baró de Maldà al Calaix de Sastre. Al segle xix i als primers decennis del segle xx encara corrien nombroses colles al país (al Vallès, al Penedès, al Solsonès i a la Segarra, al Pallars, a Osona). El sac de gemecs va acabar amb dues úniques colles: els germans Mollfulleda a Santa Susanna, tot i que també actuaren, alguna vegada, l'Anton Mollfulleda i Joan Roig, Nan; i els Tons de Begues, amb Francesc Pasqual, Tons, al sac de gemecs i Joan Pasqual, Tupí.
Tanmateix, el sac de gemecs va desaparèixer amb aquestes dues cobles, i malgrat que l'any 1983 es va recuperar no quedava cap sacaire que pogués ajudar a recuperar l'instrument. Per aquesta raó es va decidir prendre com a model el so dels xeremiers mallorquins, que sonen a l'uníson, tot i que no sabem com devien sonar a Catalunya.